# Трећа лига Црне Горе у фудбалу 2023/24.
Трећа лига Црне Горе у фудбалу 2023/24, било је 18 такмичење у оквиру Треће лиге организовано од стране фудбалског савеза Црне Горе од оснивања 2006. и пето такмичење организовано након реорганизације регија у оквиру Треће лиге: Јужне регије у Удружење клубова Југ, Средње регије у Удружење клубова Центар и Сјеверне регије у Удружење клубова Сјевер. У сезони 2023/24. лига је била подијељена на три регије: Југ, Центар и Сјевер.
Првак регије Центар за сезону 2022/23. — Интернационал, као и првак регије Југ — Ловћен, пласирали су се у Другу лигу Црне Горе за сезону 2023/24. док је првак регије Сјевер — Ибар, завршио на трећем мјесту у баражу, са оба пораза и једним постигнутим голом. Из Друге лиге у трећу лигу Центар испала је Зета, први првак Црне Горе, док је у току сезоне ОФК Никшић одустао од такмичења и угасио сениорску екипу.
У регији Југ учествовало је седам клубова, играло се трокружним бод системом, свако са сваким кући и на страни по једном, док су се домаћини за трећи круг одређивали на основу позиција на табели примјеном обрнутог Бергеровог система за седам клубова, а због непарног броја у сваком колу је био слободан по један клуб. У регији Центар такмичење је започело 14 клубова и играло се двокружним бод системом, свако са сваким кући и на страни по једном, а због одустајања Полет старса и искључења Адрие послије шестог кола, у сваком колу су била слободна два клуба која су требала да играју против њих, док нико није био слободан када је било предвиђено да играју међусобно Полет старс и Адриа. У регији Сјевер учествовало је девет клубова, играло се трокружним бод системом, свако са сваким кући и на страни по једном, док су се домаћини за трећи круг одређивали на основу позиција на табели примјеном обрнутог Бергеровог система за девет клубова, а због непарног броја у сваком колу је био слободан по један клуб. Прваци све три регије на крају сезоне су играли у баражу, гдје је свако са сваким играо по једну утакмицу, домаћини су одлучени жријебом, а двије најбоље екипе обезбиједиле су пласман у Другу лигу.
У регији Југ, титулу је освојила Будва, са свих 18 побједа, 17 бодова испред Академије, у регији Центар титулу је освојила Зета, девет бодова испред ОФК Титограда, док је у регији Сјевер титулу освојио Ибар, 15 бодова испред ОФК Борца, остваривши такође све побједе у сезони. У регији Југ Слога Стари Бар је побиједила Балкан 13 : 2, док је у регији Центар Зета побиједила Рибницу 17 : 0.
У баражу су све три утакмице завршене неријешено, сваки клуб је остварио по побједу на пенале и првобитно су се Будва и Зета пласирале у Другу лигу због више постигнутих голова. Пред почетак утакмице последњег кола баража, између Будве и Зете, једино је реми са најмање четири постигнута гола на утакмици и побједа Будве на пенале омогућавао да се и Будва и Зета пласирају у Другу лигу. Зета је у 32 минуту повела 3 : 0, али је Будва до 54 минута изједначила на 3 : 3, што је резултат који је остао до краја, а Будва је побиједила 4 : 2 након извођења једанаестераца. Након што је Будва изједначила на 3 : 3, углавном је престала да напада, због чега су многи гледаоци напустили трибине, а многи медији и фудбалски радници су истакли да је утакмица намјештена, док су се огласили и бројни политичари. Три дана касније, Фудбалски савез Црне Горе је покренуо дисциплински поступак против оба клуба и суспендовао поједине играче. У јуну 2024. Фудбалски савез је донио одлуку да се и Будва и Зета врате у Трећу лигу, уз забрану напредовања у Другу лигу за сезону 2025/26, уколико освоје титуле у својим регијама за сезону 2024/25. док се Ибар пласирао у Другу лигу.

## Југ

### Клубови у сезони 2023/24.
| Клуб            | Мјесто      | Стадион                | Капацитет | Позиција у сезони 2022/23. |
| --------------- | ----------- | ---------------------- | --------- | -------------------------- |
| Академија       | Улцињ       | Стадион Академија      | 500       | 3                          |
| Балкан          | Бар         | Стадион СРЦ Тополица   | 2.000     |                            |
| Будва           | Будва       | Стадион Лугови         | 4.000     | 2                          |
| Орјен           | Херцег Нови | Стадион Опачица        | 600       | 5                          |
| Слога Радовићи  | Тиват       | Стадион Кртоли         | 500       | 7                          |
| Слога Стари Бар | Бар         | Стадион СРЦ Тополица   | 2.000     | 6                          |
| Цетиње          | Цетиње      | Стадион Обилића Пољана | 5.192     | 8                          |

### Резултати

#### Први и други круг
Домаћини су наведени у лијевој колони
|    | Екипа           | 1     | 2     | 3     | 4     | 5     | 6     | 7      |
| -- | --------------- | ----- | ----- | ----- | ----- | ----- | ----- | ------ |
| 1. | Академија       | XXX   | 2 : 2 | 2 : 3 | 1 : 0 | 6 : 0 | 1 : 0 | 2 : 0  |
| 2. | Балкан          | 0 : 5 | XXX   | 1 : 6 | 1 : 4 | 1 : 1 | 0 : 5 | 6 : 2  |
| 3. | Будва           | 2 : 1 | 8 : 0 | XXX   | 4 : 0 | 9 : 0 | 4 : 1 | 3 : 1  |
| 4. | Орјен           | 3 : 2 | 3 : 0 | 1 : 3 | XXX   | 3 : 0 | 2 : 1 | 2 : 0  |
| 5. | Слога Радовићи  | 0 : 4 | 3 : 0 | 0 : 3 | 1 : 1 | XXX   | 0 : 5 | 3 : 6  |
| 6. | Слога Стари Бар | 1 : 0 | 7 : 0 | 2 : 4 | 7 : 0 | 5 : 0 | XXX   | 10 : 0 |
| 7. | Цетиње          | 0 : 4 | 8 : 2 | 0 : 5 | 1 : 1 | 3 : 2 | 0 : 2 | XXX    |

#### Трећи круг
Домаћини су наведени у лијевој колони.
|    | Екипа           | 1     | 2      | 3      | 4     | 5     | 6     | 7     |
| -- | --------------- | ----- | ------ | ------ | ----- | ----- | ----- | ----- |
| 1. | Академија       | XXX   |        | 2 : 4  | 2 : 0 | 5 : 0 |       |       |
| 2. | Балкан          | 3 : 7 | XXX    | 1 : 11 |       |       |       | 0 : 3 |
| 3. | Будва           |       |        | XXX    | 7 : 1 | 6 : 0 | 3 : 0 |       |
| 4. | Орјен           |       | 4 : 2  |        | XXX   |       | 0 : 2 | 3 : 0 |
| 5. | Слога Радовићи  |       | 5 : 3  |        | 7 : 2 | XXX   | 1 : 5 |       |
| 6. | Слога Стари Бар | 1 : 2 | 13 : 2 |        |       |       | XXX   | 3 : 0 |
| 7. | Цетиње          | 0 : 5 |        | 0 : 4  |       | 0 : 1 |       | XXX   |

### Табела
| Позиција | Екипа           | Играно | Побједа | Неријешено | Изгубио | Дао гол. | При. гол. | Гол-разлика | Бодови | Напомене            |
| -------- | --------------- | ------ | ------- | ---------- | ------- | -------- | --------- | ----------- | ------ | ------------------- |
| 1.       | Будва           | 18     | 8       | 0          | 0       | 89       | 13        | +76         | 54     | Бараж за Другу лигу |
| 2.       | Академија       | 18     | 12      | 1          | 5       | 53       | 19        | +34         | 37     |                     |
| 3.       | Слога Стари Бар | 18     | 12      | 0          | 6       | 70       | 19        | +51         | 36     |                     |
| 4.       | Орјен           | 18     | 8       | 2          | 8       | 30       | 41        | +11         | 26     |                     |
| 5.       | Слога Радовићи  | 18     | 4       | 2          | 12      | 24       | 67        | -43         | 14     |                     |
| 6.       | Цетиње          | 18     | 4       | 1          | 13      | 24       | 58        | -34         | 13     |                     |
| 7.       | Балкан          | 18     | 1       | 2          | 15      | 24       | 97        | -73         | 3      | (-2)                |

- Будва иде у бараж за пласман у Другу лигу;
- Балкан - 2 бода

| Првак Треће лиге Црне Горе — Југ |
| -------------------------------- |
| Будва 1. Титула                  |

## Центар

### Клубови у сезони 2023/24.
| Клуб           | Мјесто      | Стадион                      | Капацитет | Позиција у сезони 2022/23. |
| -------------- | ----------- | ---------------------------- | --------- | -------------------------- |
| Адриа          | Подгорица   | ДГ арена                     | 4.000     | 12                         |
| Дрезга         | Подгорица   | Стадион ФК Дрезга            | 1.000     | 9                          |
| Забјело        | Подгорица   | Стадион ФК Забјело           | 1.000     | 4                          |
| Зета           | Зета        | Стадион Трешњица             | 4.000     | 9 у Другој лиги            |
| Зора           | Даниловград | Стадион ФК Зора              | 3.000     | 5                          |
| Иларион        | Зета        | Свети Јован Владимир         | 1.000     | 10                         |
| Кариоке        | Подгорица   | Помоћни стадион ФК Будућност | 1.000     | 11                         |
| Олимпико       | Зета        | Стадион Трешњица             | 4.000     | 13                         |
| Полет старс    | Никшић      | Стадион под Требјесом        | 1.000     | 6                          |
| Рибница        | Подгорица   | Стадион на Конику            | 750       | 8                          |
| ОФК Титоград   | Подгорица   | Стадион ОФК Титоград         | 2.000     | 7                          |
| Фанс јунајтед  | Подгорица   | ДГ арена                     | 4.000     | —                          |
| Црвена стијена | Подгорица   | Стадион Црвене стијене       | 1.000     | 2                          |
| Челик          | Никшић      | Стадион Жељезаре             | 2.000     | 3                          |

### Резултати
Домаћини су наведени у лијевој колони
|     | Екипа          | 1.  | 2.     | 3.    | 4.     | 5.    | 6.    | 7.     | 8.     | 9.  | 10.    | 11.   | 12.   | 13.   | 14.   |
| --- | -------------- | --- | ------ | ----- | ------ | ----- | ----- | ------ | ------ | --- | ------ | ----- | ----- | ----- | ----- |
| 1.  | Адриа          | XXX | XXX    | XXX   | XXX    | XXX   | XXX   | XXX    | XXX    | XXX | XXX    | XXX   | XXX   | XXX   | XXX   |
| 2.  | Дрезга         | XXX | XXX    | 1 : 7 | 3 : 7  | 7 : 1 | 4 : 4 | 7 : 2  | 12 : 1 | XXX | 4 : 3  | 1 : 3 | 2 : 2 | 3 : 2 | 0 : 4 |
| 3.  | Забјело        | XXX | 0 : 3  | XXX   | 1 : 3  | 9 : 0 | 1 : 2 | 1 : 0  | 2 : 0  | XXX | 13 : 1 | 1 : 2 | 1 : 0 | 1 : 0 | 1 : 1 |
| 4.  | Зета           | XXX | 5 : 1  | 5 : 1 | XXX    | 7 : 0 | 3 : 0 | 6 : 0  | 8 : 0  | XXX | 17 : 0 | 2 : 0 | 8 : 0 | 0 : 0 | 2 : 0 |
| 5.  | Зора           | XXX | 4 : 2  | 0 : 6 | 0 : 3  | XXX   | 5 : 2 | 2 : 2  | 8 : 0  | XXX | 5 : 3  | 2 : 4 | 3 : 2 | 3 : 4 | 1 : 7 |
| 6.  | Иларион        | XXX | 4 : 0  | 0 : 2 | 1 : 1  | 0 : 3 | XXX   | 7 : 0  | 4 : 1  | XXX | 4 : 1  | 1 : 0 | 3 : 1 | 2 : 4 | 2 : 2 |
| 7.  | Кариоке        | XXX | 0 : 9  | 0 : 4 | 0 : 7  | 3 : 1 | 1 : 6 | XXX    | 4 : 2  | XXX | 6 : 0  | 1 : 8 | 1 : 4 | 4 : 1 | 1 : 4 |
| 8.  | Олимпико       | XXX | 1 : 3  | 0 : 4 | 0 : 12 | 1 : 5 | 0 : 4 | 0 : 2  | XXX    | XXX | 1 : 3  | 0 : 3 | 0 : 4 | 0 : 6 | 0 : 3 |
| 9.  | Полет старс    | XXX | XXX    | XXX   | XXX    | XXX   | XXX   | XXX    | XXX    | XXX | XXX    | XXX   | XXX   | XXX   | XXX   |
| 10. | Рибница        | XXX | 0 : 3  | 0 : 3 | 0 : 7  | 0 : 1 | 0 : 7 | 4 : 1  | 1 : 2  | XXX | XXX    | 1 : 7 | 0 : 3 | 0 : 8 | 1 : 3 |
| 11. | ОФК Титоград   | XXX | 2 : 0  | 2 : 0 | 1 : 3  | 5 : 0 | 3 : 1 | 3 : 1  | 4 : 0  | XXX | 8 : 1  | XXX   | 3 : 0 | 3 : 1 | 2 : 2 |
| 12. | Фанс јунајтед  | XXX | 11 : 3 | 1 : 3 | 0 : 3  | 8 : 2 | 2 : 0 | 10 : 1 | 5 : 1  | XXX | 4 : 1  | 1 : 1 | XXX   | 4 : 1 | 1 : 0 |
| 13. | Црвена стијена | XXX | 3 : 2  | 0 : 0 | 1 : 0  | 2 : 1 | 0 : 1 | 3 : 0  | 3 : 1  | XXX | 2 : 0  | 2 : 1 | 2 : 4 | XXX   | 2 : 3 |
| 14. | Челик          | XXX | 2 : 0  | 0 : 3 | 0 : 3  | 7 : 0 | 3 : 0 | 3 : 0  | 9 : 0  | XXX | 8 : 0  | 2 : 3 | 3 : 0 | 2 : 0 | XXX   |

### Табела и статистика
| Мјесто | Екипа          | Играно | Побједа | Неријешено | Изгубио | Дао гол. | При. гол. | Гол-разлика | Бодови | Напомене            |
| ------ | -------------- | ------ | ------- | ---------- | ------- | -------- | --------- | ----------- | ------ | ------------------- |
| 1.     | Зета           | 22     | 19      | 2          | 1       | 112      | 9         | +103        | 59     | Бараж за Другу лигу |
| 2.     | ОФК Титоград   | 22     | 16      | 2          | 4       | 68       | 23        | +45         | 50     |                     |
| 3.     | Челик          | 22     | 14      | 3          | 5       | 68       | 22        | +46         | 44     | (-1)                |
| 4.     | Забјело        | 22     | 14      | 2          | 6       | 64       | 21        | +43         | 44     |                     |
| 5.     | Иларион        | 22     | 11      | 3          | 8       | 55       | 37        | +18         | 36     |                     |
| 6.     | Фанс јунајтед  | 22     | 12      | 2          | 8       | 67       | 42        | +25         | 35     | (-3)                |
| 7.     | Црвена стијена | 22     | 11      | 2          | 9       | 47       | 35        | +12         | 35     |                     |
| 8.     | Дрезга         | 22     | 9       | 2          | 11      | 70       | 68        | +2          | 29     |                     |
| 9.     | Зора           | 22     | 8       | 1          | 13      | 47       | 84        | -37         | 24     | (-1)                |
| 10.    | Кариоке        | 22     | 5       | 1          | 16      | 30       | 92        | -62         | 16     |                     |
| 11.    | Рибница        | 22     | 2       | 0          | 20      | 20       | 117       | -97         | 6      |                     |
| 12.    | Олимпико       | 22     | 1       | 0          | 21      | 11       | 109       | -98         | 2      | (-1)                |
| 13.    | Адриа          | 0      | 0       | 0          | 0       | 0        | 0         | 0           | 0      | Искључена           |
| 14.    | Полет старс    | 0      | 0       | 0          | 0       | 0        | 0         | 0           | 0      | Одустао             |

- Зета иде у бараж за пласман у Другу лигу;
- Челик -1 бод;
- Фанс јунајтед -3 бод;
- Зора -1 бода;
- Олимпико -1 бод;

| Првак Треће лиге Црне Горе — Центар |
| ----------------------------------- |
| Зета 1. Титула                      |

## Сјевер

### Клубови у сезони 2023/24.
| Клуб       | Мјесто      | Стадион              | Капацитет | Позиција у сезони 2022/23. |
| ---------- | ----------- | -------------------- | --------- | -------------------------- |
| Брсково    | Мојковац    | Стадион ФК Брсково   | 1.000     | 5                          |
| Гусиње     | Гусиње      | Градски стадион      | 3.000     | 8                          |
| Ибар       | Рожаје      | Стадион Банџово брдо | 2.500     | 1                          |
| Комови     | Андријевица | Стадион Прљаније     | 1.000     | 4                          |
| ОФК Борац  | Бијело Поље | Градски стадион      | 4.000     | 3                          |
| ОФК Гусиње | Гусиње      | Градски стадион      | 3.000     | 7                          |
| Петњица    | Петњица     | Стадион Гусаре       | 1.000     | 6                          |
| Пљевља     | Пљевља      | Градски стадион      | 10.000    | 2                          |
| Полимље    | Мурино      | Стадион у Мурину     | 100       | 9                          |

### Резултати

#### Први и други круг
Домаћини су наведени у лијевој колони
|    | Екипа      | 1     | 2     | 3     | 4     | 5     | 6     | 7     | 8     | 9     |
| -- | ---------- | ----- | ----- | ----- | ----- | ----- | ----- | ----- | ----- | ----- |
| 1. | Брсково    | XXX   | 1 : 0 | 0 : 5 | 4 : 0 | 0 : 2 | 4 : 0 | 1 : 1 | 0 : 0 | 4 : 2 |
| 2. | Гусиње     | 1 : 4 | XXX   | 0 : 8 | 0 : 6 | 0 : 6 | 0 : 1 | 0 : 7 | 0 : 0 | 0 : 0 |
| 3. | Ибар       | 3 : 1 | 9 : 0 | XXX   | 6 : 0 | 3 : 0 | 5 : 0 | 3 : 0 | 5 : 0 | 8 : 1 |
| 4. | Комови     | 3 : 0 | 3 : 0 | 0 : 1 | XXX   | 1 : 2 | 1 : 1 | 6 : 2 | 1 : 1 | 1 : 1 |
| 5. | ОФК Борац  | 5 : 3 | 4 : 0 | 2 : 4 | 1 : 0 | XXX   | 6 : 1 | 5 : 0 | 2 : 1 | 5 : 0 |
| 6. | ОФК Гусиње | 1 : 2 | 2 : 0 | 0 : 6 | 3 : 0 | 0 : 3 | XXX   | 9 : 3 | 1 : 3 | 3 : 3 |
| 7. | Петњица    | 0 : 7 | 3 : 1 | 1 : 4 | 4 : 0 | 2 : 5 | 0 : 0 | XXX   | 0 : 2 | 2 : 2 |
| 8. | Пљевља     | 6 : 2 | 3 : 0 | 2 : 8 | 4 : 1 | 3 : 0 | 5 : 1 | 3 : 0 | XXX   | 4 : 0 |
| 9. | Полимље    | 2 : 5 | 5 : 0 | 2 : 3 | 1 : 2 | 2 : 3 | 3 : 1 | 1 : 1 | 1 : 7 | XXX   |

#### Трећи круг
Домаћини су наведени у лијевој колони.
|    | Екипа      | 1     | 2     | 3     | 4     | 5     | 6     | 7     | 8     | 9     |
| -- | ---------- | ----- | ----- | ----- | ----- | ----- | ----- | ----- | ----- | ----- |
| 1. | Брсково    | XXX   | 6 : 2 |       | 1 : 2 | 0 : 1 |       | 6 : 2 |       |       |
| 2. | Гусиње     |       | XXX   | 0 : 5 | 0 : 1 |       |       | 1 : 1 | 3 : 2 |       |
| 3. | Ибар       | 8 : 0 |       | XXX   |       | 5 : 1 | 8 : 0 |       |       | 6 : 0 |
| 4. | Комови     |       |       | 1 : 2 | XXX   |       | 0 : 0 |       | 0 : 1 | 3 : 0 |
| 5. | ОФК Борац  |       | 5 : 1 |       | 1 : 2 | XXX   |       | 1 : 0 | 4 : 3 |       |
| 6. | ОФК Гусиње | 3 : 0 | 3 : 0 |       |       | 2 : 4 | XXX   | 3 : 1 |       |       |
| 7. | Петњица    |       |       | 0 : 4 | 4 : 1 |       |       | XXX   | 1 : 2 | 4 : 0 |
| 8. | Пљевља     | 1 : 3 |       | 0 : 3 |       |       | 3 : 0 |       | XXX   | 3 : 0 |
| 9. | Полимље    | 4 : 2 | 6 : 2 |       |       | 0 : 6 | 2 : 1 |       |       | XXX   |

### Табела
| Мјесто | Екипа      | Играно | Побједа | Неријешено | Изгубио | Дао гол. | При. гол. | Гол-разлика | Бодови | Напомене            |
| ------ | ---------- | ------ | ------- | ---------- | ------- | -------- | --------- | ----------- | ------ | ------------------- |
| 1.     | Ибар       | 24     | 24      | 0          | 0       | 122      | 11        | +111        | 72     | Бараж за Другу лигу |
| 2.     | ОФК Борац  | 24     | 19      | 0          | 5       | 74       | 33        | +41         | 57     |                     |
| 3.     | Пљевља     | 24     | 14      | 3          | 7       | 59       | 36        | +23         | 45     |                     |
| 4.     | Брсково    | 24     | 11      | 2          | 11      | 56       | 54        | +2          | 34     | (-1)                |
| 5.     | Комови     | 24     | 9       | 4          | 11      | 35       | 40        | -5          | 30     | (-1)                |
| 6.     | ОФК Гусиње | 24     | 7       | 4          | 13      | 36       | 62        | -26         | 23     | (-2)                |
| 7.     | Петњица    | 24     | 5       | 5          | 14      | 39       | 67        | -28         | 19     | (-1)                |
| 8.     | Полимље    | 24     | 5       | 5          | 4       | 38       | 76        | -38         | 19     | (-1)                |
| 9.     | Гусиње     | 24     | 1       | 3          | 20      | 11       | 91        | -80         | 5      | (-1)                |

- Ибар иде у бараж за пласман у Другу лигу;
- Брсково -1 бод;
- Комови -1 бод;
- ОФК Гусиње -2 бода;
- Петњица -1 бод;
- Полимље -1 бод;
- Гусиње -1 бод;

| Првак Треће лиге Црне Горе — Сјевер |
| ----------------------------------- |
| Ибар 4. Титула                      |

## Листа стријелаца
| Позиција | Држава    | Играч               | Клуб            | Регија | Број голова |
| -------- | --------- | ------------------- | --------------- | ------ | ----------- |
| 1.       | Црна Гора | Медо Јуковић        | Ибар            | Сјевер | 34          |
| 2.       | Црна Гора | Вук Лукић           | Иларион         | Центар | 30          |
| 3.       | Црна Гора | Лазар Мартиновић    | Дрезга          | Центар | 26          |
| 4.       | Јапан     | Аои Нишиде          | Фанс јунајтед   | Центар | 22          |
| 5.       | Црна Гора | Ален Пољак          | ОФК Борац       | Сјевер | 20          |
| 6.       | Црна Гора | Дени Пиранић        | Цетиње Будва    | Центар | 18          |
| 6.       | Црна Гора | Александар Крстовић | Зета            | Сјевер | 18          |
| 8.       | Црна Гора | Стефан Божовић      | Будва           | Југ    | 17          |
| 9.       | Црна Гора | Антон Ђонлекић      | ОФК Титоград    | Центар | 16          |
| 9.       | Црна Гора | Балша Радусиновић   | Зета            | Центар | 16          |
| 9.       | Црна Гора | Ибрахим Воглић      | Академија       | Југ    | 16          |
| 12.      | Црна Гора | Енес Хабибовић      | Слога Стари Бар | Југ    | 15          |
| 13.      | Црна Гора | Богдан Богдановић   | Слога Стари Бар | Југ    | 14          |
| 13.      | Црна Гора | Мирко Раичевић      | Забјело         | Центар | 14          |
| 14.      | Црна Гора | Ристо Мирковић      | Челик           | Центар | 13          |
| 14.      | Црна Гора | Богдан Челебић      | ОФК Титоград    | Центар | 13          |
| 14.      | Црна Гора | Андрија Глушчевић   | Забјело         | Центар | 13          |
| 14.      | Црна Гора | Вук Поповић         | Зета            | Центар | 13          |
| 18.      | Црна Гора | Никола Бабић        | Зора            | Центар | 12          |
| 19.      | Црна Гора | Бојан Јокановић     | Петњица         | Сјевер | 11          |
| 20.      | Црна Гора | Миодраг Ђукић       | Пљевља Брсково  | Сјевер | 10          |
| 20.      | Црна Гора | Никола Вујисић      | Брсково         | Сјевер | 10          |
| 20.      | Црна Гора | Муслија Јуковић     | Ибар            | Сјевер | 10          |
| 20.      | Црна Гора | Лука Ралевић        | ОФК Борац       | Сјевер | 10          |
| 20.      | Црна Гора | Марко Ћосић         | Будва           | Југ    | 10          |
| 20.      | Црна Гора | Дејан Јањић         | Челик           | Центар | 10          |

## Плеј оф за пласман у Другу лигу
Након завршеног лигашког дијела у регијама, прваци све три регије играли су међусобно у баражу за пласман у Другу лигу; играла се само по једна утакмица, а домаћини су одлучени жријебом. Према пропозицијама двије најбоље екипе требале су да се пласирају у Другу лигу, а трећа да остане у Трећој лиги, у својој регији. Због лакшег утврђивања коначне табеле у баражу, на свакој утакмици која се заврши неријешено, изводили су се једанаестерци на којима је побједник добијао додатни бод, поред једног бода за реми.
У баражу су учествовали:
- Будва — првак регије Југ,
- Зета — првак регије Центар,
- Ибар — првак регије Сјевер.

### Бараж мечеви
| Зета                                                                             | 0 : 0 | Ибар                                                             |
| -------------------------------------------------------------------------------- | ----- | ---------------------------------------------------------------- |
|                                                                                  |       |                                                                  |
| Пенали                                                                           |       |                                                                  |
| Сретен Перуничић · Стефан Крстовић · Бојан Матановић · Вук Поповић · Раде Дракић | 5 : 3 | Медо Јуковић · Никола Глобаревић · Муслија Јуковић · Риад Бралић |

| Ибар | 1 : 1 | Будва |
| --- | ----- | --- |
| Вук Дапчевић 34’ |       | Марко Ћосић 60’ (пен.) |
| Пенали |       | |
| Муслија Јуковић · Вук Дапчевић · Тарик Чикић · Дино Адровић · Ајсел Мурић · Медо Јуковић · Татсуја Инуе · Еникс Кријешторац | 7 : 6 | Марко Ћосић · Борис Жујовић · Дени Пиранић · Стефан Божовић · Мило Ћетковић · Лука Медиговић · Јован Кецојевић · Кијотака Хосоно |

| Будва                                                           | 3 : 3 | Зета                                                                 |
| --------------------------------------------------------------- | ----- | -------------------------------------------------------------------- |
| Лука Медиговић 43’ · Андреј Вранеш 48’ · Лука Медиговић 54’     |       | Александар Крстовић 20’ · Марко Мујовић 22’ · Вук Поповић 32’        |
| Пенали                                                          |       |                                                                      |
| Марко Ћосић · Дени Пиранић · Стефан Божовић · Данило Драгићевић | 4 : 2 | Сретен Перуничић · Илија Пулетић · Вук Поповић · Александар Крстовић |

|    | Табела баража за пласман у Другу лигу: | И | Д | Н | И | ДГ | ПГ | ГР | Бод. |
| -- | -------------------------------------- | - | - | - | - | -- | -- | -- | ---- |
| 1. | Будва                                  | 2 | 0 | 2 | 0 | 4  | 4  | 0  | 3    |
| 2. | Зета                                   | 2 | 0 | 2 | 0 | 3  | 3  | 0  | 3    |
| 3. | Ибар                                   | 2 | 0 | 2 | 0 | 1  | 1  | 0  | 3    |

Све три утакмице завршиле су се неријешено, а свака екипа је остварила по једну побједу на пенале и сва три тима завршила су са по три бода. Због више постигнутих голова Будва и Зета су изборили пласман у Другу лигу, али је након утакмице Фудбалски савез покренуо истрагу због могућег намјештења и крајем јуна је из савеза објављено да су Будва и Зета враћени у Трећу лигу, а да се Ибар пласирао у Другу лигу.